# Zygmunt Litwińczuk
Zygmunt Apolinary Litwińczuk (ur. 2 stycznia 1950 w Iłowcu) – polski zootechnik, nauczyciel akademicki, samorządowiec, profesor nauk rolniczych, rektor Uniwersytetu Przyrodniczego w Lublinie w kadencji 2016–2020.

## Życiorys
Ukończył I Liceum Ogólnokształcące im. Hetmana Jana Zamoyskiego w Zamościu (1967), a w 1972 studia na Wydziale Zootechnicznym Akademii Rolniczej w Lublinie. Doktoryzował się w 1976 na podstawie pracy pt. Badania nad opasem buhajków rasy nizinnej czarno-białej z wykorzystaniem pastwiska w okresie letnim i kiszonki z traw w okresie zimowym. Stopień doktora habilitowanego uzyskał w 1981 na Akademii Rolniczo-Technicznej w Olsztynie w oparciu o rozprawę zatytułowaną Badania nad wpływem wychowu pastwiskowego i alkierzowego jałowic pochodzących z różnych środowisk hodowlanych na wzrost, rozwój i późniejszą produkcyjność w oborze wielkostadnej. 15 czerwca 1990 otrzymał tytuł profesora nauk rolniczych.
Od 1971 zawodowo związany z macierzystą uczelnią przekształconą w międzyczasie w Uniwersytet Przyrodniczy w Lublinie. Zaczynał w Zakładzie Hodowli Bydła. W 1990 został profesorem nadzwyczajnym, w 1995 objął stanowisko profesora zwyczajnego na Wydziale Biologii i Hodowli Zwierząt.
W pracy naukowej specjalizuje się w zagadnieniach z zakresu hodowli i użytkowanie bydła, hodowli zwierząt, oceny surowców zwierzęcych. Jest autorem i współautorem około 400 publikacji naukowych.
Na lubelskiej uczelni rolniczej pełnił funkcje prodziekana (1986–1990) i dziekana (1990–1996) Wydziału Zootechnicznego. Kierował Pracownią Oceny Surowców Pochodzenia Zwierzęcego (1991–1997), a w 1995 objął kierownictwo Katedry Hodowli Bydła (następnie Katedry Hodowli i Ochrony Zasobów Genetycznych Bydła). Wykładał również na Akademii Podlaskiej i powołanym na jej bazie Uniwersytecie Przyrodniczo-Humanistycznym w Siedlcach, będąc profesorem zwyczajnym tej uczelni. Na Akademii Podlaskiej kierował Katedrą Hodowli Bydła i Oceny Mleka (1992–2002). 5 kwietnia 2016 wybrany na rektora Uniwersytetu Przyrodniczego w Lublinie na czteroletnią kadencję.
Powoływany w skład Centralnej Komisji do Spraw Stopni i Tytułów oraz Komitetu Nauk Zootechnicznych Polskiej Akademii Nauk. Członek m.in. Lubelskiego Towarzystwa Naukowego (od 1993 członek rzeczywisty) i Polskiego Towarzystwa Technologów Żywności. Był prezesem Polskiego Towarzystwa Zootechnicznego.
W latach 80. był przewodniczącym wydziałowego koła NSZZ „Solidarność”. Przed 1990 działał w Zjednoczonym Stronnictwie Ludowym. W latach 1998–2006 był radnym powiatu lubelskiego, od 2002 pełnił funkcję przewodniczącego rady powiatu.

## Odznaczenia i wyróżnienia
- Krzyż Oficerski Orderu Odrodzenia Polski (2022)[4]
- Krzyż Kawalerski Orderu Odrodzenia Polski (2001)[5]
- Złoty Krzyż Zasługi (1996)[6]
- Srebrny Krzyż Zasługi (1988)[1]
- Medal Komisji Edukacji Narodowej[1]
- Medal im. Profesora Tadeusza Vetulaniego (2007)[7]
- doktor honoris causa Uniwersytetu Przyrodniczo-Humanistycznego w Siedlcach[1]
- doktor honoris causa Uniwersytetu Warmińsko-Mazurskiego w Olsztynie (2013)[8]
- doktor honoris causa Uniwersytetu Przyrodniczego we Wrocławiu (2016)[9]
- doktor honoris causa Zachodniopomorskiego Uniwersytetu Technologicznego w Szczecinie (2020)[10]